# Moviment Ibèric d'Alliberament
El Moviment Ibèric d'Alliberament (en castellà: Movimiento Ibérico de Liberación, MIL) o MIL-Grupos Autónomos de Combate, va ser un grup autònom actiu durant els inicis de la dècada del 1970 a Catalunya.

## Ideologia i història
Ideològicament el MIL defugia qualsevol dirigisme polític o sindical i preconitzava la lluita armada com a eina d'alliberament de la classe obrera contra el capitalisme. Assumia tendències com el consellisme i el situacionisme com a alternatives al marxisme-leninisme tradicional que rebutjaven totalment (inclòs el trotskisme). Dels teòrics que van influir a aquest grup es poden mencionar Anton Pannekoek, Antonio Ciliga i Étienne Balázs.
Al desembre de 1970, a partir de la vaga de l'empresa Harry Walker, un sector dels Círculos de Formación de Cuadros va formar el Col·lectiu marxista revolucionari Grupos Obreros Autónomos (GOA), amb tres equips: l'Equip Obrer, encapçalat per José Antonio Díaz i Manuel Murcia, l'Equip Teòric encapçalat per Santi Soler i l'Equip Exterior. El GOA ràpidament es va desmarcar del leninisme per alinear-se amb el comunisme de consells de to llibertari. Al desembre de 1971 l'Equip Teòric i l'Equip Exterior se separaren i constituïren el Moviment Ibèric d'Alliberament, que va intentar consolidar la subversió incipient, radicalizar-la, combinant lluita armada i l'agitació en un tot indissociable.
Un dels objetius centrals del moviment fou la creació d'una biblioteca revolucionària a l'abast dels treballadors, que duria a la creació en febrer de 1972 de les Ediciones Mayo-37, i l'edició de la revista CIA (Conspiración Internacional Anarquista). Els fons per editar els textos revolucionaris, que no passaven de 50 pàgines i tenien una tirada d'entre 1000 i 2000 exemplars, disposar d'una caixa de resistència, crear una infraestructura de pisos, armes, màquines d'impressió havien de partir d'expropiacions al capital.
Les seves files es nodriren d'activistes joves provinents de la classe barcelonina com Jordi i Oriol Solé Sugranyes, Santiago Soler Amigó, Josep Lluís Pons Llovet i Salvador Puig i Antich, alguns dels quals es conegueren a l'Institut Joan Maragall de Barcelona i al servei militar a Mallorca. El MIL comptava també amb grups de suport de joves llibertaris al sud de França (com Jean-Marc Rouillan), organitzats per Oriol Solé Sugranyes arran del seu exili a Tolosa.

## Història
El gener de 1971 es va celebrar una reunió en un petit apartament als afores de Tolosa després que Oriol Solé Sugranyes entrés en contacte amb diversos joves llibertaris del sud de l'Estat francès com Jean-Claude Torres o Jean-Marc Rouillan, reuneixen un fons de solidaritat i es desplacen a Barcelona en febrer de 1971. Les primeres armes les cediren anarquistes veterans que guardaven subfusells Sten, carrabines de calibre 22mm amb els canons retallats, un revólver de 8 mm, granades de mà, i dos subfusells MP18, i van comprar rifles de caça recientes i dos cetmes i a través de l nucli «Barnuruntz» d'ETA una pistola Ruby calibre 7,65.
El grup va iniciar les seves activitats i apareix el nom del moviment escrit en xifres (1000) per primera i última vegada als full de propaganda contra les eleccions sindicals de la Central Nacional Sindicalista Boicot: Eleccions sindicals el març de 1971. El 25 de març de 1971 Oriol Solé Sugranyes i Jean-Claude Torres van ser detinguts per la policia francesa quan intentaven entrar a Espanya en un cotxe robat amb una pistola després del robatori d'unes màquines d'impremta. Solé fou empresonat a la presó de Perpinyà.
El nadal de 1971 Jean-Claude Torres i Jean-Marc Rouillan es reuneixen a Badalona amb Santi Soler, Ignasi Soler, Beth Calsapeu Layret, Salvador Puig i Jordi Solé, i el gener de 1972 Torres, Rouillan, Puig i Solé, per aprendre a fer sabotatges i robar cotxes marxen a Tolosa, on tenien el suport de vells militants de la CNT exiliats.
Oriol Solé sortí de la presó a començaments de l'estiu de 1972 i es reactiva el grup, que s'estructura en Grups Autònoms de Combat (GAC) van robar la nit del 14 al 15 d'agost a Tolosa la maquinària d'una impremta i traslladat a una masia llogada per Oriol Solé i de Jean Marc Rouillan a Besiers que feien arribar a Catalunya per ser distribuïdes entre la classe obrera per a la seva autoformació,
El grup va començar a fer alguns cops. Les seves accions consistien en atracaments a sucursals bancàries, i amb els diners robats editaven a una impremta de Tolosa i ajudaven els comitès de vaga i els obrers represaliats, però la propietària de la masia de Besiers, en no rebre el pagament es va acostar a la casa, on va veure armes i va avisar els gendarmes. El 17 de setembre el cotxe on viatjaven els membres fou aturat per la policia francesa a Pau i fugí, però l'endemà foren arrestats Oriol Solé i Jean-Claude Torres a Tolosa. A principis de desembre, la necessitat restablir les publicacions els va fer que la nit 13 al 14 de desembre tornessin a robar la maquinària a la mateixa impremta que el mes d'agost. El 2 de març de 1973, un comptable de la sucursal del Banco Hispanoamericano a Barcelona va resultar ferit greu durant un robatori perpetrat per Salvador Puig Antich, Jean Marc Rouillant, Josep Lluís Pons Llovet i Jordi Solé Sugranyes, i a partir de llavors, la policia va crear un grup especial per desmantellar aquesta banda. En novembre van fer un atracament en col·laboració amb OLLA. En abril del 1973 va aparèixer la revista Conspiración Internacional Anarquista, que tenia pretensió de ser un orgue periòdic, de la que surt un segon i darrer número en agost, i la cifra 1.000 canvia per Movimiento Ibérico de Liberación (MIL).
El fet de no ser partidaris d'una estructura rígida i contraris a una disciplina cega els va dotar de molta flexibilitat i una llibertat de moviments enorme però també va permetre que els punts dèbils de la seva organització tinguessin una gran repercussió: un d'ells eren les cites, de vegades no eren puntuals o arribaven a esperar mitja hora. Un dels errors més greus que van cometre va ser deixar una cartera amb documentació i una pistola dins d'una bossa en un bar el 21 de juny de 1973. La policia i la Guàrdia Civil estaven darrere la seva pista però, anys més tard, segons va explicar Santiago Soler i Amigó que el grup tenia un infiltrat: un suposat col·laborador conegut per "El Legionario".
La nova situació va crear dubtes i contradiccions dins del MIL entre l'Equip Exterior, directament implicat en l'execució de les accions armades i l'Equip Teòric, relacionat amb l'elaboració de texts, fulletons i material imprès sobre com organitzar la lluita aviat es varen fer paleses i l'agost de 1973, en una reunió a França, la majoria dels seus membres, descontents amb la trajectòria del grup, van decidir dissoldre-la. Tot i això, Puig Antich, els germans Solé Sugranyes i Josep Lluís Pons van decidir continuar.
El setembre, després de l'atracament en una oficina de La Caixa de Bellver de Cerdanya, la policia endegà una forta ofensiva contra els militants del MIL. Primer caigueren Oriol Solé Sugranyes i Josep Lluís Pons Llobet, i, a continuació, María Angustias Mateos, María Luisa Piguillén, Emili Pardiñas Viladrich Pedrals, Manuel Antonio Cañestro i Santi Soler, que fou detingut, interrogat i, sotmès a tortura, acabà confessant els llocs de trobada clandestina dels seus companys. El mateix Santi Soler fou utilitzat de parany per la policia de la Brigada Político-Social de paisà per tal de detenir Xavier Garriga Paituví i Salvador Puig Antich. L'operació, minuciosament preparada, s'efectuà la tarda del 25 de setembre de 1973 a la cantonada entre els carrers de Girona i del Consell de Cent de Barcelona. Els dos activistes van ser detinguts davant del bar Funicular, on havien quedat amb Santi Soler. Tot seguit, els policies els van fer entrar al portal del número 70 del carrer de Girona, on s'esdevingué un tiroteig a conseqüència del qual Puig Antich quedà malferit i el jove policia Francisco Anguas Barragán resultà mort. Salvador Puig i Antich va ser executat el març de 1974 després de ser condemnat per la mort d'un policia el dia que el varen detenir. Oriol Solé Sugranyes va ser mort a les muntanyes navarreses l'abril de 1976 després d'haver protagonitzat amb un grup de presos d'ETA, FAC i el seu company Josep Lluís Pons Llovet la fugida de la presó de Segòvia..fou Carles Garcia Soler del FAC qui fugir de Segòvia amb l'Oriol Solé Sugranyes.
A l'arxiu del CRAI Biblioteca del Pavelló de la República hi ha el Fons MIL amb documentació sobre les accions polítiques i armades del partit i les seves relacions amb altres grups llibertaris durant els darrers anys del franquisme.